# Sjøvn
Sjøvn (også Sjåfn, Sjöfn) Er en asynje i nordisk mytologi, Hun er nævnt kortvarigt i Snorri Sturlusons yngre Edda.
| Original Sjaunda er Sjöfn, hon gætir mjök til at snúa hugum manna til ásta, kvenna ok karla, ok af hennar nafni er elskuginn kallaðr sjafni | Dansk ved Finnur Jónsson Den syvende er Sjøvn; hun giver meget Agt på at vende Kvinders og Mænds Hu til Elskov, og af hendes Navn kaldes Elskovshu for "Sjavne". | Dansk ved Thøger Larsen Den syvende er Sjåfn, hun beflitter sig meget paa at vende Menneskers Sind til Elskov, baade Kvinders og Karles. Efter hendes Navn kaldes Elskoven Sjafni. |

Navnet Sjøvn er ikke nævnt igen i den yngre Edda og nævnes ikke i den ældre Edda. Det optræder et par gange i Kenning som et generisk gudindenavn (eg. Sjöfn seims betyder Sjöfn af guld, ie. kvinde). Det er uvidst om Sjøvn på noget tidspunkt vat en egentlig gudinde. Det er muligt at hun uvist af Snorri blot var et andet navn for Freja.